# Trade marketing
Trade marketing es una rama de la mercadotecnia que se ocupa y preocupa de aumentar la demanda del producto en toda la cadena de distribución, ya sea por parte del vendedor mayorista, minorista, o el nivel de distribuidor en lugar de a nivel del consumidor. Sin embargo, existe una necesidad de continuar con las estrategias de gestión de marca para sostener la demanda por parte del consumidor. Un comprador, que puede ser el consumidor mismo, es el que identifica y compra un producto en una tienda. Para asegurarse de que la tienda minorista promueve los productos de la empresa frente a los productos competidores, la empresa también debe realizar actividades de marketing de su producto ante las tiendas minoristas. Como parte de su estrategia el trade marketing también puede incluir la oferta de diferentes beneficios tangibles o intangibles a los mayoristas, minoristas.
Esta rama ha ganado relevancia en épocas recientes, ya que se estima que el 76 % de las decisiones de compra[cita requerida] son realizadas por los revendedores o segmentos distribuidores que en la jerga son denominados "punto de venta". Esta nueva tendencia otorga mayor relevancia a la mercadotecnia y a las promociones sobre los compradores en distribuidores y cadena de reventa que a los programas orientados sobre el consumidor final[cita requerida].

## Objetivo
El trade marketing adquiere su máximo significado si se expande su definición diciendo que incide en los procesos que harán mejorar los resultados de ventas mediante acciones organizadas de ventas y promociones[cita requerida].

## Sectores sobre los que operatrade marketing

### Distribuidor/Vendedor mayorista
El distribuidor/vendedor mayorista es un eslabón esencial e importante del canal de comercialización ya que aseguran que exista stock, distribución y disponibilidad del producto para el consumidor en toda la zona geográfica bajo su influencia. El rol de estas organizaciones es absolutamente crítico, ya que las mismas ayudan a asegurar que el producto sea ampliamente distribuido y se encuentre disponible para el consumidor final. El beneficio clave de estas entidades es asegurar que los costos de distribución sean menores para el fabricante y que simultáneamente los productos se encuentren disponibles para el consumidor final. El distribuidor y los vendedores mayoristas operan sobre la base de un margen de ganancia  (incorporado en el costo del producto por el fabricante). Junto con este margen base a los distribuidores y revendedores se les otorgan esquemas e incentivos adicionales que son modificados frecuentemente y según el producto. El elemento en esta posición puede ser una tienda (que vende directamente al consumidor final), un vendedor mayorista (que principalmente le vende a otros negocios) o una tienda moderna (o sea tiendas de autoservicio como Walmart, Carrefour, Tesco, Auchan etc. que son tanto vendedores al consumidor final como también vendedores mayoristas).

## Significado
Toma por tanto especial importancia pensando en las ventas, ya que los departamentos encargados de la puesta en marcha de las acciones de trade marketing dirigen sus esfuerzos a proporcionar a los canales de ventas herramientas para aumentar las ventas con trade marketing. Por ello, en la definición de trade marketing siempre estarán, como partes intrínsecamente relacionadas; las ventas y los canales de distribución.
Las acciones de trade marketing cuentan con sus propios presupuestos que se asignan, de acuerdo con lo comentado, para aumentar ventas y potenciarlas. Un análisis de rentabilidad, como de hecho en cualquier faceta empresarial, es más que conveniente y generalmente utilizado por las empresas que realizan esfuerzos de trade marketing, que son o deberían ser todas aquellas que tienen sus productos en venta a través de canales de ventas directos o de terceros.